# يشيم آغا أوغلو
يشيم آغا أوغلو (بالتركية: Yeşim Ağaoğlu)‏ (21 يناير 1966، إسطنبول في تركيا)؛ كاتِبة، مصورة وشاعرة تركية. درست في جامعة اسطنبول.

## معرض صور

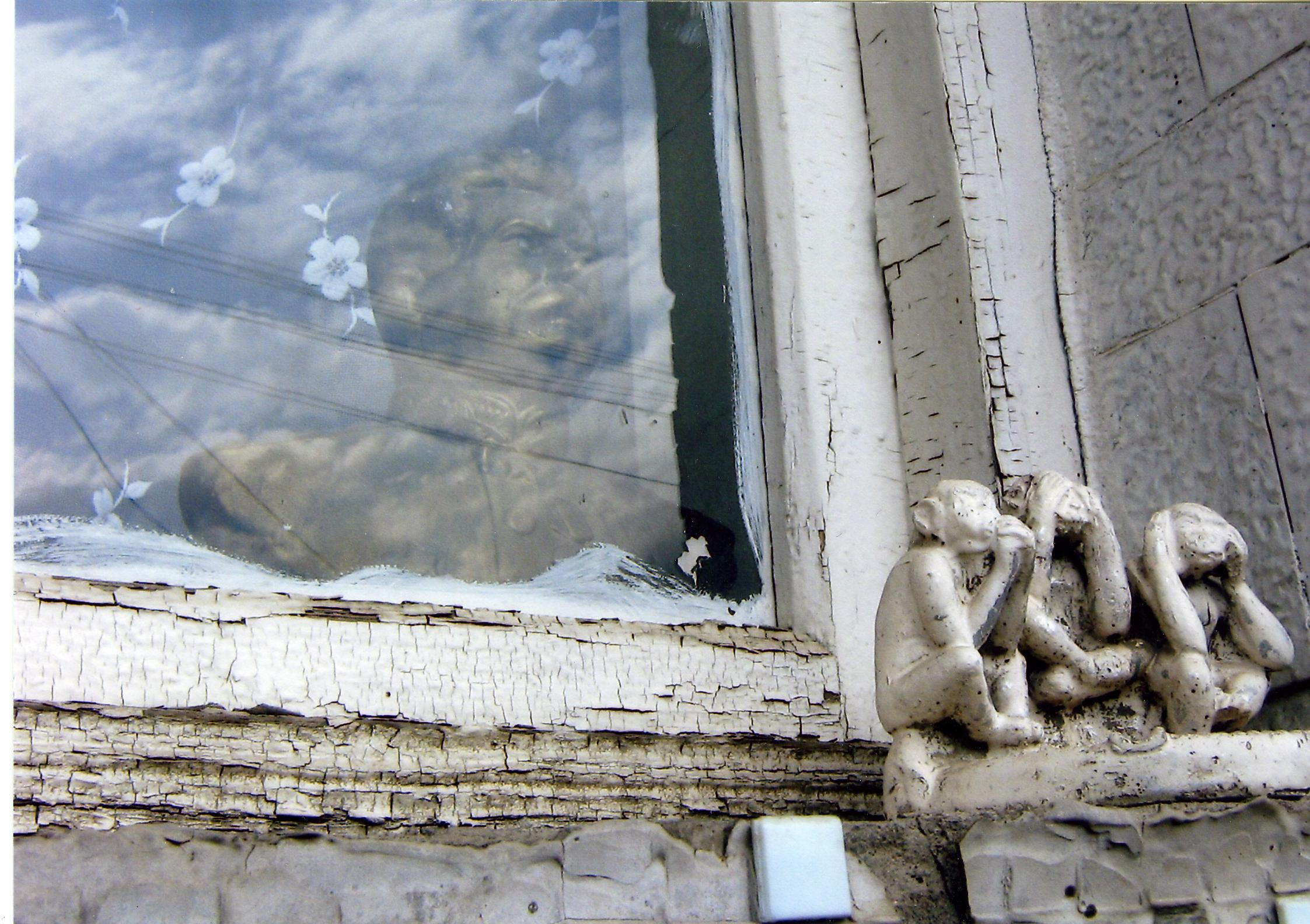
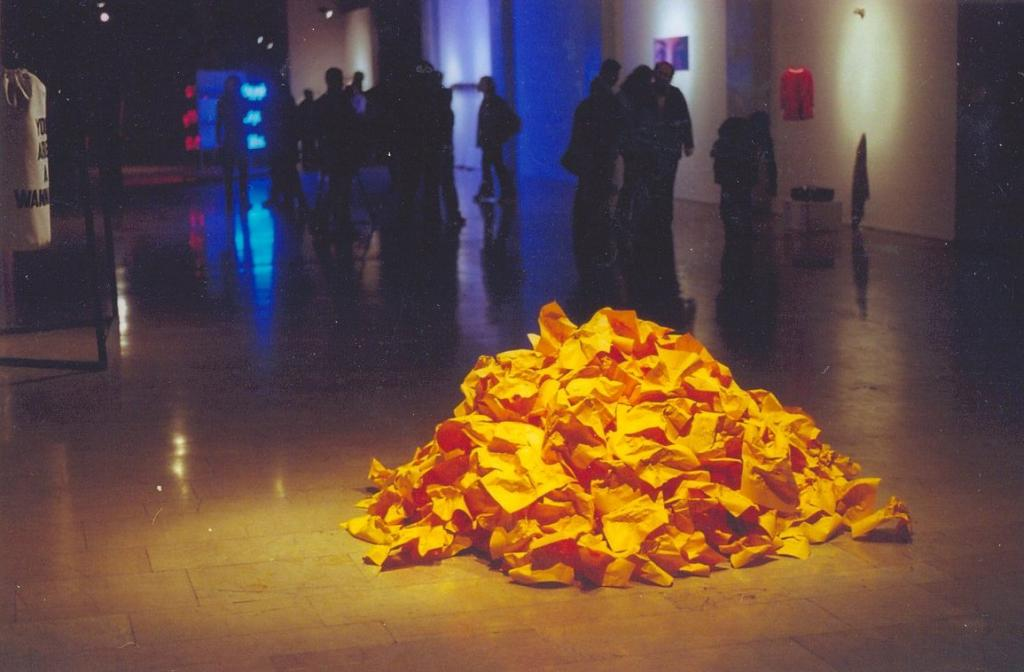

- ملف:Yeşim Ağaoğlu, They have come, 2009, small objects, map, installation..jpg